# Keith Waterhouse
Keith Waterhouse (Leeds, 6 de fevereiro de 1929 – Londres, 4 de setembro de 2009) foi um romancista, jornalista e escritor de várias séries de televisão.

## Obras
- There Is a Happy Land (1957) Reimpresso em 2013 por Valancourt Books
- Billy Liar (novel) (1959) Reimpresso em 2013 por Valancourt Books
- Jubb (1963)
- The Bucket Shop (1968)
- Everything Must Go (1969)
- Mondays, Thursdays (1976)
- Office Life (1978)
- Maggie Muggins (1981)
- In the Mood (1983)
- Mrs. Pooter's Diary (1983)
- Thinks (1984)
- Waterhouse at Large (1985)
- The Collected Letters of a Nobody (1986)
- Our Song (play) (1988)
- Bimbo (1990)
- Unsweet Charity (1992)
- Soho (2001)
- Palace Pier (2003)
- Billy Liar on the Moon (1975) Reimpresso em 2015 por Valancourt Books
- City Lights: A Street Life
- Good Grief
- Jeffrey Bernard is Unwell
- Life After City Lights
- Streets Ahead
- The Book of Useless Information
- The Theory & Practice of Lunch
- The Theory & Practice of Travel
- Worzel Gummidge (com Willis Hall)